# 안형일
안형일(安亨一, 1926년 6월 18일 ~ )은 대한민국의 교육자, 테너 성악가이다.

## 생애
1926년 평안도 정주 출생. 1951년 해군정훈음악대에서 음악활동을 시작했다. 1955년 오페라 <카르멘>의 단카이로 역(조역)으로 오페라 무대에 데뷔하였으며 1958년 오페라 <리골레토>에서 주역이 되었고 1992년 2월 오페라 <라 보엠>을 마지막으로 오페라 무대에서 은퇴했다. 오페라 은퇴 이후 서울대학교에서 정년퇴임 하였으며 1992년 3월 이를 기념하는 음악회에 출연, 그 후로 구순을 넘어서까지 콘서트 또는 리사이틀 무대에서 활동하고 있다. 여러모로 이탈리아의 테너 가수 쟈코모 라우리 볼피 (Giacomo Lauri-Volpi, 1892년 12월 11일 ~ 1979년 3월 17일)와 비슷한 점이 많기에 '한국의 볼피' 라고도 불린다.

## 주요경력
- 1951년 - 1953년 해군정훈음악대 합창단
- 1953년 - 1953년 부산 동주여자상업고등학교 강사
- 1954년 - 1958년 정신여자고등학교 음악교사
- 1959년 - 1960년 숙명여자고등학교 음악교사
- 1960년 - 1966년 한양대학교 음악대학 조교수
- 1966년 - 1992년 서울대학교 음악대학 교수
- 1992년 - 현재 서울대학교 음악대학 명예교수
- 1995년 - 1999년 추계예술대학교 대우교수
- 1962년 - 현재 국립오페라단 종신회원
- 1983년 - 1988년 제 4대 국립오페라단 단장
- 2010년 - 2011년 한국성악가협회 이시장
- 1996년 - 현재 대한민국예술원 음악분과 회원

## 수상
- 1971년 11월 30일 대한민국 문화예술상 (대통령상)
- 1982년 5월 15일 문화공보부장관 표창장
- 1984년 5월 5일 평안북도 문화상
- 1984년 12월 8일 서울시 문화상
- 1986년 7월 7일 월간 음악상
- 1991년 11월 25일 한국음악상 대상 (음협 제17회 세계음악의 날)
- 1992년 2월 29일 국민훈장 목련장 (대통령상)
- 1992년 9월 18일 대한민국 예술원상
- 1995년 10월 5일 MBC 특별공로상
- 1996년 12월 20일 예총 예술문화상
- 2000년 12월 20일 은관문화훈장 (대통령상)
- 2002년 3월 1일 3.1문화상
- 2002년 05년 18일 세종문화상
- 2009년 12년 08일 대한민국오페라대상 특별상
- 2013년 11월 7일 제 5회 세일한국가곡상
- 2019년 11월 28일 제 2회 성정예술인상
- 2020년 12월 7일 친선공로훈장 (이탈리아 정부, Commendatore dell'Ordine di Stella d’Italia)[1]

## 저서
- 코르위붕겐 (Chorübungen) - 편저, 태림출판사
- 콘코네 (Concone) - 편저, 태림출판사
- 이태리 가곡집 전 8권 - 편저, 음악춘추사
- 중고등학교 음악교과서 - 금성출판사

1. ↑  주한 이탈리아 대사관 페이스북